# Aníbal Nieto Guerra

Bischofswappen von Aníbal Nieto Guerra

Aníbal Nieto Guerra OCD (* 23. Februar 1949 in Cistierna) ist ein spanischer Ordensgeistlicher und emeritierter römisch-katholischer Bischof von San Jacinto.

## Leben
Aníbal Nieto Guerra trat der Ordensgemeinschaft der Unbeschuhten Karmeliten bei, legte die Profess 1975 ab und empfing am 8. August 1982 die Priesterweihe.
Papst Benedikt XVI. ernannte ihn am 10. Juni 2006 zum Titularbischof von Tuscani und Weihbischof in Guayaquil. Der Erzbischof von Guayaquil, Antonio Arregui Yarza Opus Dei, spendete ihm am 22. Juli desselben Jahres die Bischofsweihe; Mitkonsekratoren waren Raúl Eduardo Vela Chiriboga, Erzbischof von Quito, und Giacomo Guido Ottonello, Apostolischer Nuntius in Ecuador.
Am 4. November 2009 wurde er zum Bischof von San Jacinto (damals noch unter dem Namen „San Jacinto de Yaguachi“) ernannt und am 27. Februar des nächsten Jahres in das Amt eingeführt.
Papst Franziskus nahm am 31. Januar 2025 das altersbedingte Rücktrittsgesuch von Aníbal Nieto Guerra an.